# Таня Заутер
Таня Заутер (нім. Tanja Sauter; нар. 21 травня 1980) — німецька борчиня вільного стилю, триразова срібна та бронзова призерка чемпіонатів Європи.

## Життєпис
Боротьбою почала займатися з 1987 року. Досить успішно виступала на змаганнях юніорського рівня. Тричі — у 1995, 1996 та 1998 роках ставала чемпіонкою Європи серед юніорів. У 1997 році завоювала бронзову медаль чемпіонату Європи серед юніорів. Бронзова призерка чемпіонатів світу серед юніорів 1998 та 1999 років. На змаганнях на дорослому рівні її успіхи були скромнішими — чотири рази вона потрапляла на подіум чемпіонатів Європи, але жодного разу не забралася на найвищу сходинку. На чемпіонатах світу карщим результатом виявилося шосте місце на дебютних змаганнях 1996 року. Участі в Олімпійських іграх не брала, тому що закінчила виступи незадовго до 2004 року, коли жіноча боротьба була включена до Олімпійських видів спорту.
Виступала за борцівський клуб KSV Рімбах. Тренер — Маттіас Заутер.
Молодший брат Тані Заутер — Ронні теж займався вільною боротьбою, виступав за збірну Німеччини, але особливих успіхів не досяг.

## Спортивні результати на міжнародних змаганнях

### Виступи на Чемпіонатах світу
| Змагання                        | Збірна    | Вагова категорія          | Місце |
| ------------------------------- | --------- | ------------------------- | ----- |
| Чемпіонат світу з боротьби 1996 | Німеччина | жіноча боротьба, до 50 кг | 6     |
| Чемпіонат світу з боротьби 1997 | Німеччина | жіноча боротьба, до 51 кг | 7     |
| Чемпіонат світу з боротьби 1998 | Німеччина | жіноча боротьба, до 51 кг | 7     |
| Чемпіонат світу з боротьби 1999 | Німеччина | жіноча боротьба, до 56 кг | 11    |

### Виступи на Чемпіонатах Європи
| Змагання                         | Збірна    | Вагова категорія          | Місце  |
| -------------------------------- | --------- | ------------------------- | ------ |
| Чемпіонат Європи з боротьби 1996 | Німеччина | жіноча боротьба, до 50 кг | Срібло |
| Чемпіонат Європи з боротьби 1997 | Німеччина | жіноча боротьба, до 51 кг | Срібло |
| Чемпіонат Європи з боротьби 1998 | Німеччина | жіноча боротьба, до 51 кг | Срібло |
| Чемпіонат Європи з боротьби 1999 | Німеччина | жіноча боротьба, до 51 кг | Бронза |

### Виступи на інших змаганнях
| Змагання                  | Збірна    | Вагова категорія          | Місце |
| ------------------------- | --------- | ------------------------- | ----- |
| Austrian Ladies Open 2002 | Німеччина | жіноча боротьба, до 55 кг | 4     |

### Виступи на змаганнях молодших вікових груп
| Змагання                                       | Збірна    | Вагова категорія          | Місце  |
| ---------------------------------------------- | --------- | ------------------------- | ------ |
| Чемпіонат Європи з боротьби серед юніорів 1995 | Німеччина | жіноча боротьба, до 48 кг | Золото |
| Чемпіонат Європи з боротьби серед юніорів 1996 | Німеччина | жіноча боротьба, до 48 кг | Золото |
| Чемпіонат Європи з боротьби серед юніорів 1997 | Німеччина | жіноча боротьба, до 50 кг | Бронза |
| Чемпіонат Європи з боротьби серед юніорів 1998 | Німеччина | жіноча боротьба, до 50 кг | Золото |
| Чемпіонат світу з боротьби серед юніорів 1998  | Німеччина | жіноча боротьба, до 50 кг | Бронза |
| Чемпіонат світу з боротьби серед юніорів 1999  | Німеччина | жіноча боротьба, до 50 кг | Бронза |